# Gosāba
Gosāba är en ort i Indien.   Den ligger i distriktet North 24 Parganas och delstaten Västbengalen, i den östra delen av landet, 1 400 km sydost om huvudstaden New Delhi. Gosāba ligger 8 meter över havet och antalet invånare är 222 764.
Terrängen runt Gosāba är mycket platt. Runt Gosāba är det ganska tätbefolkat, med 179 invånare per kvadratkilometer. Närmaste större samhälle är Bāsanti, 10,4 km väster om Gosāba. Trakten runt Gosāba består till största delen av jordbruksmark.